# Conta correspondente
Uma conta correspondente é uma conta (muitas vezes chamada uma conta nostro ou vostro) criada por uma grande instituição bancária para receber depósitos, fazer pagamentos em nome de, ou lidar com outras transações financeiras de instituições financeiras de menor dimensão.